# Universität Bagdad

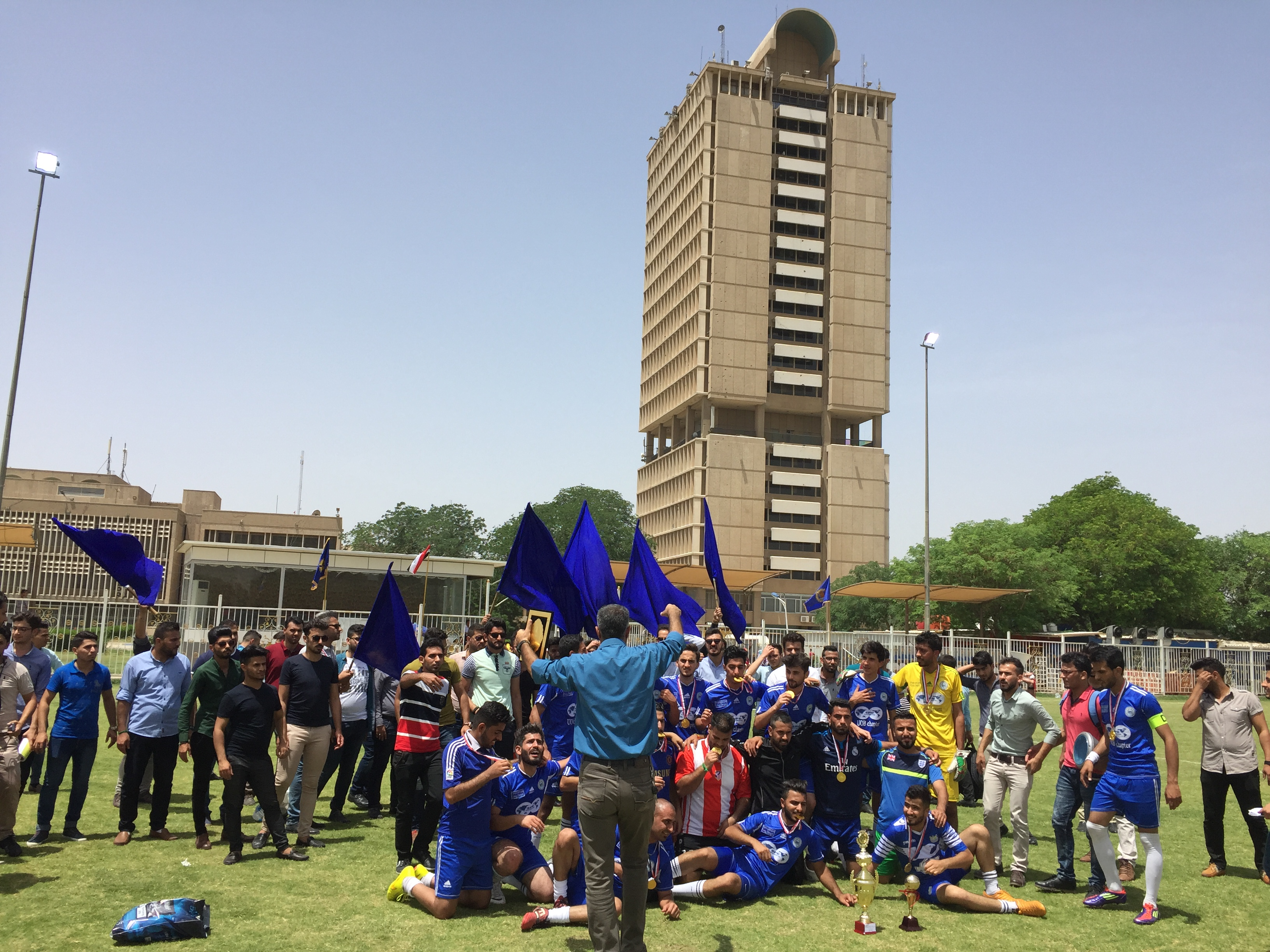
University of Baghdad Tower

Die Universität Bagdad (arabisch جامعة بغداد Dschāmi'at Baghdād, DMG ǧāmiʿat Baġdād) ist die größte Universität in Bagdad, Irak. Sie gilt nach der Universität Kairo als die zweitgrößte Universität der arabischen Welt.
Die Gebäude wurden von Walter Gropius in den 1960er Jahren entworfen. Ursprünglich war geplant, dass eine neue Universität für Wissenschaft, Ingenieurwesen und der freien Künste entsteht mit einer Gesamtkapazität für insgesamt 6.800 Studenten. Der Campus wurde 1982 erweitert, um danach 20.000 Studenten aufnehmen und unterbringen zu können. Die Architekten Hisham N. Ashkouri und Robert Owen entwickelten die komplette akademische Platzorganisation für den Campus.